# Махерон

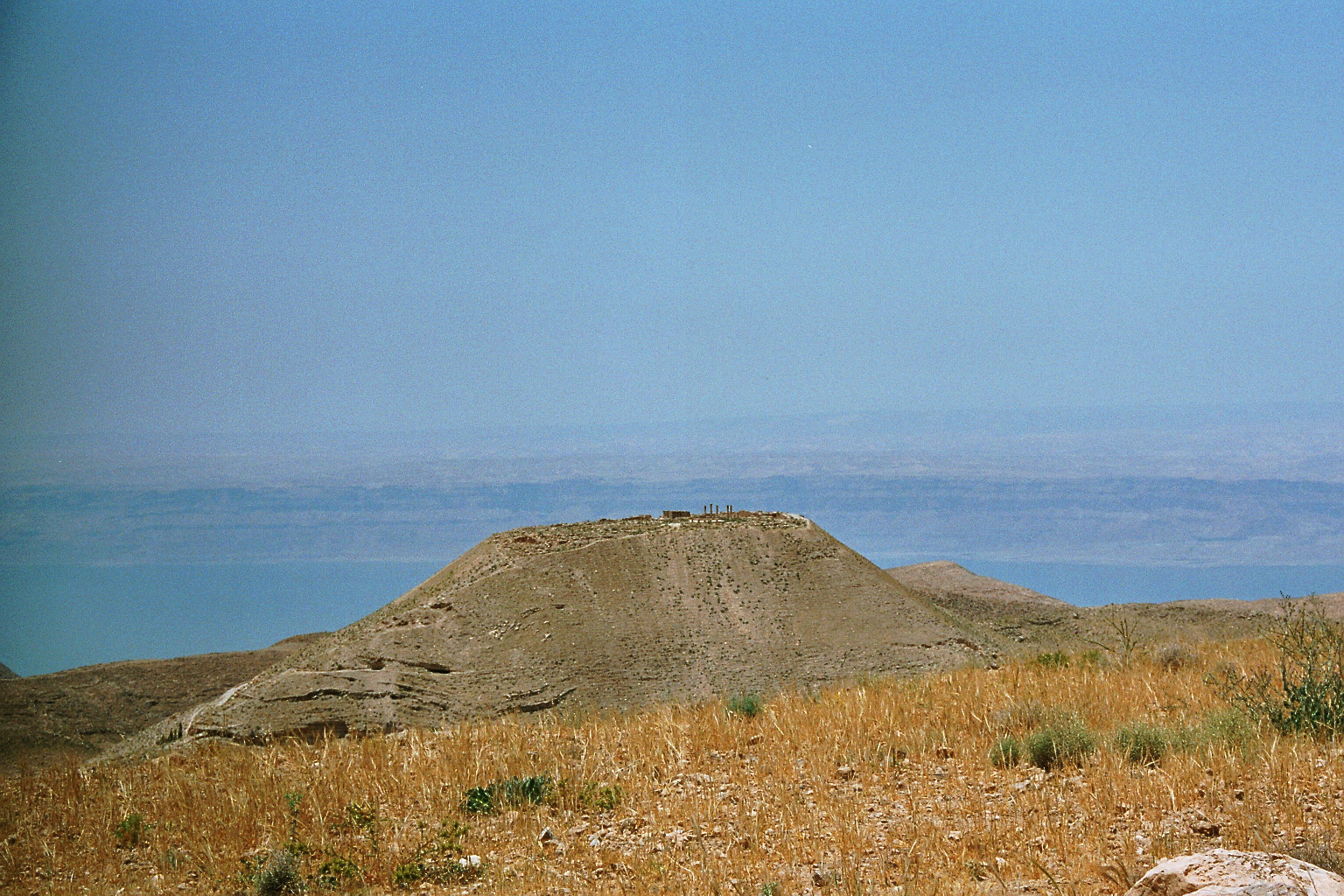
Вид на Махерон. На другому плані — Мертве море.

31°34′02″ пн. ш. 35°37′27″ сх. д. / 31.567222° пн. ш. 35.624167° сх. д.
Махерон (грец. Μαχαιροῦς, араб. قلة المشناقى‎, Калат ель-Мішнака — «Висячий палац») — фортеця, побудована юдейським царем Александром Яннаєм (роки правління 103-76 р до н. е.) та відновлена Іродом I Великим.

## Місцезнаходження
Залишки цієї фортеці знаходяться на схід від Мертвого моря, на Моавському нагір'ї на території сучасної Йорданії близько до відомого Шляху пахощів. За часів античності фортеця оберігала проходи по цьому шляху та стерегла кордони юдейської провінції Перея. Йосип Флавій згадує про фортецю та її положення при підготовці до її штурму римським військом на чолі з легатом Луцілієм Бассом:
 …Цю фортецю необхідно потрібно було взяти, бо вона була така сильна, що в зв'язку з захищеною від природи місцевістю могла б підбадьорити багатьох юдеїв до відділення, вселити впевненість гарнізону, а нападаючим страх і нерішучість. Сама фортеця утворена була скелястим пагорбом, що підіймається надзвичайно високо і тому вже цим її важко перемогти; але природа подбала ще і про те, щоб вона була недоступною. З усіх боків пагорб оточений непроникними глибокими проваллями, так що перехід через них скрутний, вирівняти ж їх землею зовсім неможливо. Західна гірська западина простягається на 60 стадій і доходить до асфальтового озера і якраз на цій же стороні Махерон досягає найбільшої висоти. Північна і південна западини поступаються хоча в довжині західній, але теж унеможливлюють напад на фортецю; що стосується східної, то і вона має не менше 100 ліктів глибини, але примикає до гори, протилежної Махерону. Цар юдейський Александр перший усвідомив сприятливі умови цього місця і побудував на ньому укріплення, але вони згодом були знесені Габінієм у війні з Арістобулом.
Під час протистояння хасмонеїв — Йоханана Гіркана II та Арістобула II, римське військо на чолі з Авлом Габінієм зруйнувало Махерон у який відступило військо Арістобула II.
Ірод I Великий відбудував фортецю. У Юдейських старожитностях кн. 18. 5:2, Йосип Флавій розповідає про страту Івана Хрестителя, якого утримував Ірод Антипа у Махероні:
 Ірод став побоюватися, як би його величезний вплив на маси (цілком підпорядковані йому) не привів до ускладнень. Тому тетрарх звелів попередити це, схопивши Івана і стративши його раніше, ніж довелося б покаятися, коли буде вже пізно. Завдяки такій підозрілості Ірода, Іван був закований у кайдани і посланий в Махерон — вищевказану фортецю, і там страчений
Біблійні джерела не локалізують місця смерті Івана Хрестителя. Скоро, після смерті Ірода Агріппи I (44 р) фортеця перейшла у володіння римських намісників у Юдеї.